# Punkt kompensacyjny stężenia dwutlenku węgla
Punkt kompensacyjny stężenia CO2 – stężenie CO2, przy którym równoważą się procesy pobierania (fotosynteza) i wydzielania dwutlenku węgla (oddychanie komórkowe, fotooddychanie) przez rośliny. Roślina nie wydziela ani nie pobiera CO2.
Punkt kompensacyjny u roślin o typie fotosyntezy C4 jest niższy niż u roślin o typie C3. Na przykład dla cibory papirusowej czy spartiny to poniżej 10 ppm CO2 podczas gdy u trzciny pospolitej czy mozgi trzcinowej to 40-60 ppm CO2.